# Cadena de valor mundial

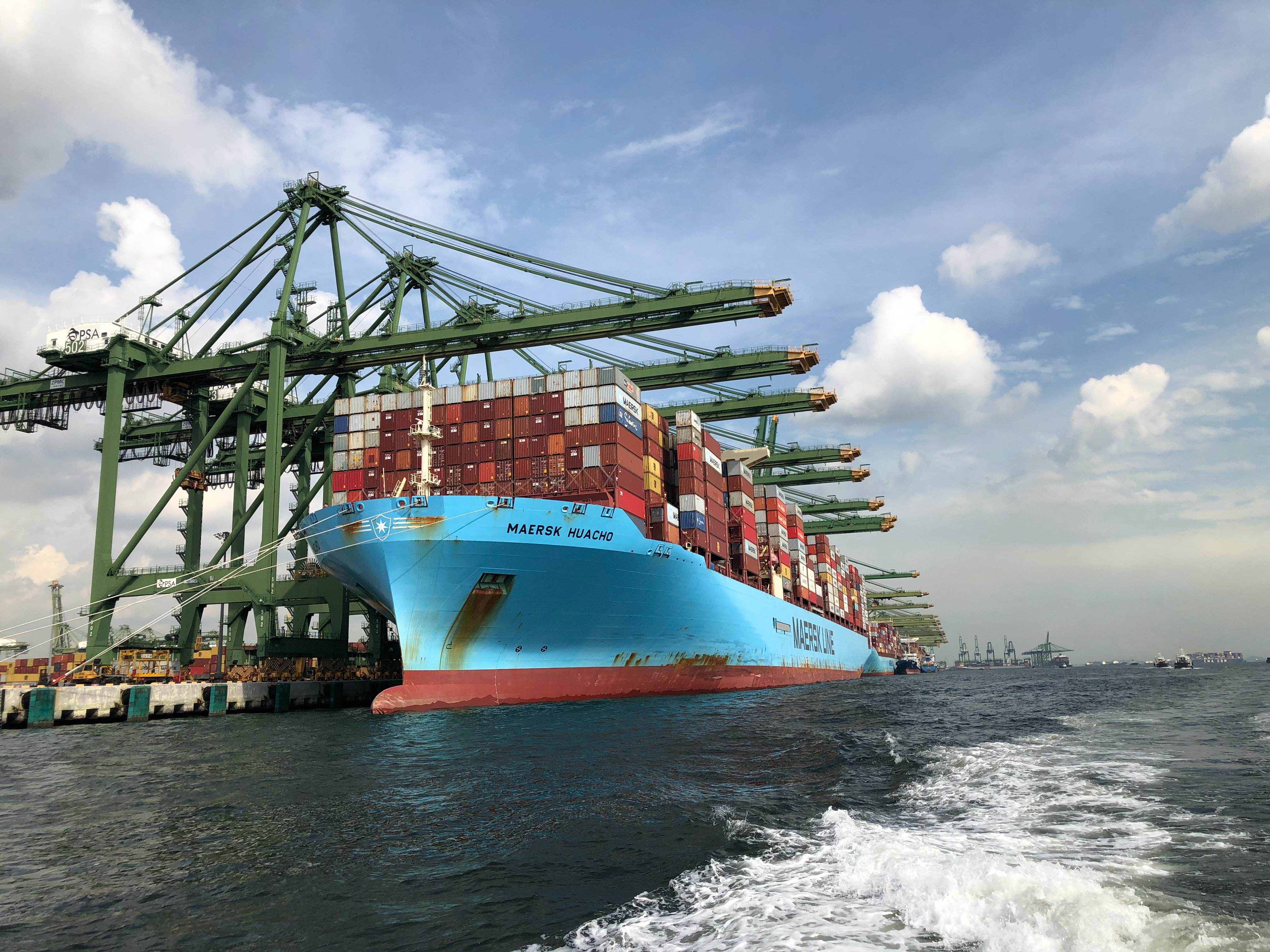
Buque portacontenedores en el puerto de Pasir Panjang. El transporte de los productos intermedios entre las diferentes etapas de la producción es un elemento fundamental de las cadenas de valor mundiales.

Una cadena de valor mundial (GVC por sus siglas en inglés) es la secuencia completa de actividades en las que participan actores económicos de varios países para llevar un producto al mercado. La cadena de valor mundial no solo involucra procesos de producción, sino también de preproducción (como el diseño) y postproducción (como el marketing y la distribución).
Una GVC es similar a una cadena de valor nacional, pero abarca operaciones a escala mundial. También es similar al concepto de una cadena de suministro, pero este último se centra en el transporte de materiales y productos entre ubicaciones, que a menudo incluye el cambio de propiedad de esos materiales y productos. La existencia de una cadena de valor mundial (es decir, donde las diferentes etapas en la producción y el consumo de materiales y productos tienen lugar en diferentes zonas del mundo) implica una cadena de suministro mundial para transportar esos materiales y productos entre esas zonas.

## En desarrollo
Las primeras referencias al concepto de cadena de valor mundial datan de mediados de la década de 1990. Las primeras referencias se mostraron entusiasmadas con las perspectivas de mejora de los países en desarrollo que se unieron a estas cadenas. En su trabajo inicial sobre las empresas de confecciones de Asia oriental, Gary Gereffi, pionero en el análisis de la cadena de valor, describe un proceso de aprendizaje y mejora casi "natural" para las empresas que participaron en las cadenas de valor mundiales. Esto se hizo eco del discurso favorable a la exportación del Banco Mundial en el informe Milagro de Asia Oriental basado en el éxito de los cuatro tigres asiáticos. 
En economía, la CVG se formalizó por primera vez en un artículo de Hummels, Ishii y Yi en 2001. Definieron las cadenas de valor mundiales como el componente extranjero de los insumos (inputs) intermedios importados que se utilizan para fabricar productos. Una fracción de estos productos se exporta posteriormente. Utilizando este marco, Kei-Mu Yi afrimó en un artículo de 2003 que el crecimiento del comercio mundial podía explicarse con cambios moderados en los costes comerciales y denominó a este fenómeno "especialización vertical".
Esto alentó al Banco Mundial y a otras instituciones promotoras del desarrollo económico a animar a las empresas de países en desarrollo a aumentar sus capacidades técnicas (en general, a fabricar productos de mayor calidad) para cumplir con los estándares mundiales de empresas multinacionales (MNE) líderes. Estas multinacionales (casi siempre de países desarrollados) pueden desempeñar un papel clave para el crecimiento de las empresas de países en desarrollo a través de la transferencia de nueva tecnología, habilidades y conocimientos.
Se ha considerado que la adopción más amplia de tecnología de hardware libre para la fabricación digital, como impresoras 3D (por ejemplo RepRap) tiene el potencial de revertir parcialmente la tendencia hacia la especialización mundial de los sistemas de producción. Esta adopción favorecería centros de producción que pueden estar dispersos geográficamente y más cerca de los usuarios finales (tendencia denominada "localización", en un nuevo sentido de esta palabra, por oposición a deslocalización) y, por lo tanto, mermaría algunas cadenas de valor mundiales. En 2023 esto sigue sin producirse, y las cadenas de valor mundiales no se han visto perturbadas por la impresión en 3D, sino por la pandemia de covid-19 y la invasión de Ucrania.

### Marco analítico
Las cadenas de valor mundiales son una red de producción y comercio entre países. El estudio de estas cadenas requiere inevitablemente una teoría comercial que pueda tratar el comercio de insumos. Sin embargo, las principales teorías comerciales (modelo de Heckshcer-Ohlin-Samuelson, nueva teoría del comercio y "nueva nueva teoría del comercio") solo se ocupan de los bienes finales. Hace falta una "nueva nueva nueva teoría del comercio". Escaith y Miroudot estiman que el modelo de comercio ricardiano en su forma extendida tiene "la ventaja" de adaptarse mejor al análisis de las cadenas de valor mundiales. Shiozawa argumentó que estas cadenas pueden tratarse con la nueva teoría de los valores internacionales, porque es una teoría general del comercio de insumos de una economía con muchos países y muchos productos. Sostiene que las cadenas de valor mundiales son una nueva tecnología transformadora de propósito general.
A falta de una herramienta de análisis adecuada, los estudios de las cadenas de valor mundiales han sido realizados principalmente por sociólogos como Gary Gereffi e investigadores en ciencias de la gestión. Para una genealogía, ver Jennifer Bair (2009). Los estudios por medio de la tabla input-output mundial están empezando.

### Desarrollo y mejora
Las cadenas de valor mundiales se convierten en un tema importante en la economía del desarrollo, especialmente para los países de ingresos medios, porque la "mejora" dentro de estas cadenas se convirtió en la condición fundamental para el crecimiento sostenido de esos países.
El análisis de las GVC ve la "mejora" como un continuo que comienza con la "mejora de los procesos" (por ejemplo, un productor adopta una nueva tecnología que aumenta la eficiencia), luego pasa a la "mejora de los productos", donde la calidad o la funcionalidad del producto aumentan por el uso de mejores materiales o mejores sistemas de gestión de la calidad (QMS por sus siglas en inglés), y luego a la "mejora funcional", en la que la empresa comienza a diseñar su propio producto, desarrolla capacidades de marca y comercialización (marketing) y comienza a suministrar directamente a los clientes finales, a menudo centrándose en áreas geográficas que no son atendidas por los clientes multinacionales de esa empresa. Posteriormente, el proceso de mejora también podría abarcar la mejora intersectorial.
La actualización funcional a actividades de alto valor añadido como el diseño y la marca es para los proveedores de los países en desarrollo una oportunidad clave para lograr mayores ganancias en las GCV. Asimismo, una revisión de la literatura empírica de 2017 destacó que los proveedores que operan en economías inestables, como Pakistán y Bangladés, enfrentan grandes barreras para alcanzar la mejora funcional en actividades de alto valor añadido.
Este proceso de mejora en las cadenas de valor mundiales ha sido cuestionado por otros investigadores, algunos de los cuales argumentan que la inserción (de una empresa o de un país) en estas cadenas no siempre conduce a la mejora. Algunos autores argumentan que el proceso de mejora esperado podría no ser válido para todos los tipos de mejora. Específicamente, argumentan que la mejora en el diseño, la comercialización y la marca podría verse obstaculizada por la exportación, porque las multinacionales no tienen interés en transferir estas habilidades básicas a sus proveedores, lo que les impide acceder directamente a los clientes de los países desarrollados.

### Investigación actual sobre la gobernanza y su impacto desde una perspectiva de desarrollo
Hay motivaciones detrás del renovado interés en las cadenas de valor mundiales y las oportunidades que pueden presentar para los países del sur de Asia. Un informe de 2013 encontró que mirar la cadena de producción, en lugar de las etapas individuales de producción, es más útil. No se puede esperar que los donantes individuales, con sus propias prioridades y experiencias, brinden una respuesta integral a las necesidades identificadas, sin mencionar las responsabilidades legales de muchas agencias especializadas. La investigación sugiere que estos donantes ajustan sus prioridades y modalidades a la forma en que operan las cadenas productivas y que se coordinan con otros donantes para cubrir todas las necesidades comerciales. Llama a los donantes y gobiernos a trabajar juntos para evaluar cómo los flujos de ayuda pueden afectar las relaciones de poder.
En su artículo de 1994, Gereffi identificó 2 tipos principales de gobernanza de las GVC. El primer tipo eran las cadenas impulsadas por los compradores, donde las empresas líderes son compradores finales, como cadenas minoristas, y productores de artículos de marca, como productos de consumo final no duraderos (p. ej., ropa, calzado y alimentos). El segundo tipo eran las cadenas impulsadas por los productores. Aquí, las que definían la competitividad de la cadena eran las competencias tecnológicas de las empresas líderes (generalmente aguas arriba en la cadena).
La investigación actual sugiere que las cadenas de valor mundiales tienen diferentes características e impactan en las comunidades de diversas maneras. En un documento que surgió de las deliberaciones de la Iniciativa GVC, se identificaron 5 patrones de gobernanza de GVC:
- Las cadenas jerárquicas representan las operaciones totalmente internalizadas de las empresas integradas verticalmente .
- Las cadenas cuasi-jerárquicas (o cautivas ) involucran a proveedores o clientes intermedios con bajos niveles de capacidades, que requieren altos niveles de apoyo y son objeto de una gestión de la cadena de suministro bien desarrollada por parte de las empresas líderes (a menudo llamadas "gobernadoras de la cadena").
- La gobernanza de la cadena relacional muestra relaciones duraderas entre las empresas líderes y sus proveedores y clientes, pero con bajos niveles de gobernanza, a menudo porque los principales proveedores de la cadena poseen sus propias competencias (o infraestructuras) únicas y pueden operar independientemente de la firma líder.
- Las cadenas modulares tienen una gobernanza similar a las relacionales.
- Las cadenas de mercado representan las clásicas relaciones de plena competencia que se encuentran en muchos mercados de productos básicos.

A medida que crecieron las capacidades en muchas economías de ingresos bajos y medianos, la gobernanza de las cadenas de valor mundiales tendió a alejarse de los modelos cuasi-jerárquicos hacia un tipo modular, ya que así se reducen los costes de gestión y se permite que los gobernadores de la cadena mantengan un nivel saludable de competencia en sus cadenas de suministro (ejemploː una gran empresa de supermercados tiene varios proveedores para un mismo producto; si falla un proveedor puede tirar de otro). Sin embargo, mientras esta gobernanza mantiene a corto plazo la competencia (economía) en la cadena de suministro, también permite que algunos intermediarios líderes desarrollen habilidades funcionales considerables (por ejemplo, diseño y marca). A largo plazo, estos intermediarios tienen el potencial de convertirse en competidores del gobernador original de la cadena. Otro estudio describe la iniciativa para promover las cadenas de valor mundiales inclusivas.
Los conceptos teóricos a menudo consideraban que las empresas operaban en una sola cadena de valor (con un solo cliente). Si bien este fue a menudo el caso real en cadenas cuasi-jerárquicas (con un poder considerable de los clientes), se ha hecho evidente que algunas empresas operan en múltiples cadenas de valor (sujetas a múltiples tipos de gobernanza) y atienden mercados nacionales e internacionales. Esto desempeña un papel fundamental en el desarrollo de las capacidades de la empresa.
La tendencia reciente en la investigación de las GVC muestra la exploración de cuestiones que surgen de la interacción de diferentes partes interesadas dentro y fuera de estas cadenas y sus efectos en la sostenibilidad de las propias cadenas. Por ejemplo, las instituciones de gobierno local y las empresas de producción.

### Resumen del informe de la UNCTAD: Cadenas de valor mundiales y desarrollo
En 2013, la Conferencia de las Naciones Unidas sobre Comercio y Desarrollo (UNCTAD por sus siglas en inglés; no es una reunión de delegados, como podría hacer pensar la palabra "conferencia", sino una institución permanente, el órgano principal de la Asamblea General de las Naciones Unidas) publicó 2 informes sobre las cadenas de valor mundiales y su contribución al desarrollo económico. Concluían que:
- Estas cadenas contribuyen significativamente al desarrollo. El comercio de valor añadido (es decir, no de productos finales, destinados a ser consumidos directamente, sino de productos intermedios, destinados a ser montados en productos finales o en otros productos intermedios) contribuye con alrededor del 30 % al PIB de los países en desarrollo, significativamente más que en los países desarrollados (18 %). Además, el nivel de participación en las cadenas de valor mundiales está asociado con un mayor crecimiento del PIB per cápita. Por lo tanto, las cadenas de valor mundiales tienen un impacto directo en la economía, el empleo y los ingresos, y crean oportunidades para el desarrollo. También pueden ser un mecanismo importante para que los países en desarrollo mejoren la capacidad productiva, aumentando la tasa de adopción de tecnología y mediante el aumento de habilidades de su población activa, sentando así las bases para la modernización industrial a largo plazo.
- Sin embargo, existen limitaciones en el enfoque de las GVC. Su contribución al crecimiento puede verse limitada si el trabajo realizado en el país tiene un valor añadido relativamente bajo (es decir, contribuye solo con una pequeña parte del valor añadido total del producto o servicio). Además, no existe un proceso automático que garantice la difusión de tecnología, el aumento de habilidades y la mejora. Por lo tanto, los países en desarrollo enfrentan el riesgo de operar permanentemente en actividades de bajo valor añadido. Finalmente, existen potenciales impactos negativos sobre el medio ambiente y las condiciones sociales, que incluyen: condiciones deficientes en el lugar de trabajo, seguridad y salud en el trabajo inadecuadas, y precariedad laboral. La relativa facilidad con la que los gobernadores de la cadena de valor pueden reubicar su producción (a menudo a países con costes más bajos) también crea riesgos adicionales.
- Los países deben evaluar cuidadosamente las ventajas y desventajas de la participación en las cadenas de valor mundiales y los costes y beneficios de las políticas proactivas para promover estas cadenas o las estrategias de desarrollo impulsadas por ellas. Promover la participación en estas cadenas implica centrarse en segmentos específicos de ellas, y la participación en ellas solo puede formar parte de la estrategia general de desarrollo de un país.
- Antes de promover la participación en estas cadenas, los diseñadores de políticas deben evaluar los perfiles comerciales y las capacidades industriales de sus países, para seleccionar rutas estratégicas de desarrollo. Lograr oportunidades de mejora a través de estas cadenas requiere un enfoque estructurado que incluya:
  - incorporar estas cadenas en las políticas de desarrollo industrial (p. ej., centrarse en las tareas y actividades de dichas cadenas);
  - permitir el crecimiento de estas cadenas proporcionando las condiciones marco adecuadas para el comercio y la inversión extranjera directa y estableciendo la infraestructura necesaria; y
  - capacitar adecuadamente a las empresas y trabajadores nacionales.

## Género y cadenas de valor mundiales
El género desempeña un papel destacado en las cadenas de valor mundiales, porque influye en los patrones de consumo dentro de los Estados Unidos y, por lo tanto, afecta la producción a mayor escala. A su vez, los roles específicos dentro de la cadena de valor también están determinados por el género, lo que hace que el género también sea un componente clave en el proceso. El aumento en la producción mundial ha creado más empleo en el sector informal, ya que, para muchos productos, el trabajo de ensamblaje intensivo en mano de obra está siendo asignado a trabajadores a domicilio en el sector informal donde las mujeres trabajan como comerciantes y productoras por cuenta propia, trabajadoras ocasionales o trabajadoras subcontratadas. Hay muchas más mujeres que hombres en el sector informal, como trabajadoras por cuenta propia o subcontratadas, mientras que los trabajos específicos y los campos de trabajo más amplios difieren entre hombres y mujeres. En más del 90 % de los países del África subsahariana, el 89 % de los países del sur de Asia y el 75 % de los países de América Latina, las mujeres están más expuestas al trabajo informal.
Los niveles de educación, las barreras legales y las normas sociales son factores que contribuyen a que las mujeres se concentren en gran medida en el trabajo informal en las cadenas de valor mundiales. El trabajo en el sector informal está principalmente ocupado por trabajadores poco calificados con poca o ninguna educación. Debido a que el trabajo en el sector informal requiere bajos niveles de calificación, las personas que están buscando trabajo pero que carecen de una educación sólida frecuentemente encuentran trabajo en el sector informal. Las mujeres tienden a recibir menos educación que los hombresː en el África subsahariana, las mujeres solo reciben el 70 % de la educación que reciben los hombres. La concentración de mujeres en el sector informal también está influenciada por las normas sociales. En Senegal, las mujeres dedican 6 veces más tiempo que los hombres al cuidado de sus familias y a las tareas del hogar. El tiempo dedicado al trabajo no remunerado limita la capacidad de las mujeres para encontrar un trabajo formal dentro de una cadena de valor mundial. Las mujeres que buscan trabajo en el sector formal enfrentan, en muchos países, problemas adicionales debido a las barreras legales. Muchos países del África subsahariana, por ejemplo, prohíben que las mujeres firmen contratos de trabajo o abran cuentas bancarias sin el permiso de su esposo.
Dentro de las cadenas de valor mundiales, la distribución de los ingresos entre las empresas del sector formal y las mujeres del sector informal es desproporcionada. En las cadenas de valor de las exportaciones agrícolas no tradicionales (NTAE por sus siglas en inglés) de Zimbabue, las mujeres representaron solo el 12 % de los costos totales, mientras que los exportadores representaron el 30 %, los importadores el 12 % y los minoristas el 46 % de los costos.

## Sostenibilidad y cadenas de valor mundiales
La sostenibilidad es un factor cada vez más importante en estas cadenas, y existe una creciente necesidad de evaluar su desempeño según los impactos social y ambiental, además del económico. Iniciativas como los Objetivos de Desarrollo Sostenible de las Naciones Unidas fomentan prácticas sostenibles a través de su plan de 17 objetivos, pero hay pocas políticas aplicadas que aborden la sostenibilidad con la urgencia necesaria para proteger los recursos naturales y reducir los impactos del cambio climático a escala mundial. 
Los esfuerzos de sostenibilidad en estas cadenas a menudo son pasos voluntarios del sector privado, como el uso de estándares y certificaciones de sostenibilidad o etiquetas ecológicas, pero a veces pueden carecer de evidencia de impacto. Por ejemplo, algunas ecoetiquetas buscan abordar temas como la pobreza. Sin embargo, en algunos casos, incluso si los productores cumplen con los estándares de la etiqueta, el coste de certificación puede terminar reduciendo los ingresos de estos productores.
La medición de la sostenibilidad en las cadenas de valor mundiales requiere una evaluación multifacética que incluye impactos ambientales, sociales y económicos, y también debe estar lo suficientemente estandarizada como para poder compararla con el fin de generar suficiente aprendizaje y escalabilidad. Las tecnologías que realizan este tipo de mediciones están cada vez más disponibles y son esenciales para los esfuerzos de sostenibilidad de los sectores público y privado. Además, hallazgos recientes muestran que las realidades locales, como el sistema de gobernanza y las instituciones, también desempeñan un papel importante en la sostenibilidad económica de estas cadenas.
La implementación de políticas de sostenibilidad a escala mundial exige la ecologización de las cadenas de suministro en su totalidad, así como su modernización tecnológica integral para adaptarse a las tendencias avanzadas como digitalización, inteligencia artificial (IA) o macrodatos (big data).

## Impactos negativos de las cadenas de valor mundiales
La gestión de la cadena de suministro mundial se enfrenta a la creciente dificultad de predecir la variabilidad de la demanda en diferentes áreas. Además, gestionar la producción y el transporte de mercancías a grandes distancias para satisfacer los picos de demanda representa otro reto.
La integración de las cadenas de valor mundiales requiere que todos los actores se adapten a los cambios tecnológicos, lo que requiere una gran cantidad de capital. Por lo tanto, esta tendencia beneficiará significativamente a los países desarrollados más que a los países en desarrollo.
El cambio de la base de producción por parte de la empresa líder plantea los desafíos de la sostenibilidad para las empresas locales (economía) y la mano de obra (sociedad).

## Datos y programas informáticos
La Organización para la Cooperación y el Desarrollo Económicos (OCDE) mantiene tablas input-output entre países (ICIO por sus siglas en inglés). La actualización más reciente es de noviembre de 2021. Un proyecto anterior se inició en la Universidad de Groninga. Una red mundial de investigadores del comercio (GTAP) mantiene un programa informático con una base de datos sobre comercio. El código abierto R (lenguaje de programación) incluye los paquetes decompr y gvc.